# Glochidion insigne
Glochidion insigne är en emblikaväxtart som först beskrevs av Johannes Müller Argoviensis, och fick sitt nu gällande namn av Johannes Jacobus Smith. Glochidion insigne ingår i släktet Glochidion och familjen emblikaväxter. Inga underarter finns listade i Catalogue of Life.